# Zsédely Sándor
Zsédely Sándor (Győr, 1924. október 12. – Kazincbarcika, 1974. augusztus 3.) válogatott labdarúgó, csatár, balszélső.

## Pályafutása

### Klubcsapatban
A Salgótarjáni Tárna labdarúgója volt. Gyors, kitűnően cselező, gólveszélyes játékos volt, aki az összjátékban is kitűnt.

### A válogatottban
1949-ben egy alkalommal szerepelt a válogatottban.

## Statisztika

### Mérkőzése a válogatottban
| Magyarország | Magyarország      | Magyarország         | Magyarország | Magyarország | Magyarország | Magyarország | Magyarország | Magyarország |
| #            | Dátum             | Helyszín             | Hazai        | Eredmény     | Vendég       | Kiírás       | Gólok        | Esemény      |
| ------------ | ----------------- | -------------------- | ------------ | ------------ | ------------ | ------------ | ------------ | ------------ |
| 18.          | 1949. október 16. | Bécs, Práter stadion | Ausztria     | 3 – 4        | Magyarország | barátságos   | -            |              |
|              | Összesen          |                      |              | 1            | mérkőzés     |              | 0            | gól          |